# 賀島政一
賀島 政一（かしま まさかず、1875年（明治8年）3月20日 - 1942年（昭和17年）12月31日）は、旧徳島藩家老賀島家14代当主。男爵。
父は徳島藩家老賀島政範。妻は酒井忠匡の娘・克子。子は賀島政長。

## 経歴
旧徳島藩家老賀島政範の子として生まれる。1885年（明治18年）、父政範の隠居により家督相続。1900年（明治33年）、政範の明治維新への功績により、男爵に叙され華族となる。1942年（昭和17年）死去。享年67歳。没後襲爵手続きを行わなかったため、賀島家は華族の栄典を喪失した。

## 栄典
- 1900年（明治33年）5月9日 - 男爵[3]